# 木下創太
木下 創太（きのした そうた、2000年4月25日 - ）は、日本のサッカー指導者、FC町田ゼルビア分析担当コーチ。

## 来歴
2000年4月25日生まれ、静岡県出身。静岡市立長田東小学校、静岡市立長田南中学校を経て、藤枝明誠高等学校卒業。小・中学校ではサッカー、高校では陸上競技を行う。
2019年4月、立教大学コミュニティ福祉学部スポーツウエルネス学科に入学。入学式の翌日、サッカーを中心に競技力向上に関する研究を行う安松幹展教授の下へ教えを乞いにいき、紹介で大宮アルディージャサッカースクールアシスタントコーチとして小学生の指導に従事し、1年間指導者の経験を積んだ。
2020年、大学2年になった木下は、Jリーグの監督になるという中学時代からの目標のため、立教大学体育会サッカー部へ入部。学生コーチとして、分析コーチ（アナリスト）およびチームコーチを務める。分析面では選手と協力し、次週に対戦する相手のレポート作成を進めた。加えてコーチとして全カテゴリの練習に参加し、高校時代の陸上部の経験を活かし、走りの撮影や分析、助言なども行なった。コーチの先輩にはJリーグ選手のディサロ燦シルヴァーノの弟がおり、熱い指導に尊敬を抱いた。
2023年シーズンより、FC町田ゼルビアのトップチーム分析担当コーチに就任。

## 学歴
- 静岡市立長田東小学校
- 静岡市立長田南中学校
- 藤枝明誠高等学校
- 立教大学

## 指導歴
- 2019年 - 2020年 大宮アルディージャサッカースクール アシスタントコーチ
- 2020年 - 2022年 立教大学体育会サッカー部 コーチ
- 2023年 - 2024年 FC町田ゼルビア
  - 2023年 トップチーム 分析担当コーチ
  - 2024年 トップチーム テクニカルスタッフ

## 資格
- 日本サッカー協会公認C級コーチライセンス